# Stella Hemetsberger
Stella Hemetsberger (* 28. Jänner 1999 in Wien) ist eine österreichische Kickboxerin. Bei den World Games 2022 gewann sie die Goldmedaille im Kickboxen in der Gewichtsklasse bis 60 Kilogramm.

## Leben
Stella Hemetsberger wurde in Wien geboren und wuchs in Salzburg auf. Nach der Unterstufe des Gymnasiums absolvierte sie eine Höhere Technische Lehranstalt (HTL) für Maschinenbau, wo sie 2018 maturierte. Anschließend arbeitete sie in England. 2020 begann sie ein Studium der Sportwissenschaften und 2021 als Polizeischülerin und im Spitzensportkader des Bundesministeriums für Inneres.
2012 startete sie mit dem Thaiboxen beim Verein RS-GYM Salzburg bei Trainer Roland Schwarz, später trainierte sie auch in England, Thailand, Australien und Spanien.
2016 nahm sie erstmals an Wettkämpfen teil, im Folgejahr wurde sie österreichische Meisterin in der K1-Disziplin und gewann in Skopje den K1-Europameistertitel. 2019 holte sie bei der Weltmeisterschaft in Sarajewo die Bronze-Medaille. Beim Irish Open 2020 wurde sie World-Cup-Siegerin, weitere Medaillen holte sie bei World Cups in Budapest, Prag und Dublin. Im September 2021 gewann sie in Budapest Gold in der Disziplin K1 bis 60 Kilogramm.
Bei den World Games 2022 in Birmingham, Alabama nahm sie im Juli 2022 für Österreich im Kickboxen teil und gewann das Finale der Klasse bis 60 kg gegen Milana Bjelogrlić aus Serbien und holte damit die Goldmedaille. Beim Hungarian Kickboxing World Cup 2023 setzte sich im Finale gegen Alina Martyniuk aus der Ukraine durch und gewann zum dritten Mal in Folge in Budapest die Goldmedaille in der Disziplin K1 bis 60 Kilogramm. Bei den European Universities Championships (EUC) der European University Sports Association in Zagreb im Juli 2023 (EUSA Combat 2023) gewann sie die Goldmedaille im Kickbox-Bewerb. Beim Italian Kickboxing World Cup in Jesolo gewann sie im September 2023 in der Disziplin K1 bis 60 kg ebenfalls Gold.
Bei der Kickbox-Weltmeisterschaft in Albufeira in Portugal setzte sie sich am 24. November 2023 im Finale gegen Devrin Aydim aus der Türkei mit 3:0 durch und holte damit die Goldmedaille in der Disziplin K1 bis 60 Kilogramm. Im Mai 2024 siegte sie beim Wako Turkish Open in Istanbul und im Dezember 2024 beim Antalya International Open Cup.
Im April 2025 erhielt sie nach drei Siegen in Folge bei den ONE Friday Fights in Thailand einen Profivertrag bei der Kampfsport-Organisation ONE Championship.